# 市原市立富山小学校
市原市立富山小学校（いちはらしりつ とやましょうがっこう）は、千葉県市原市古敷谷にかつて存在した公立小学校。通称は富小（とみしょう）。2013年（平成25年）3月31日をもって閉校した。

## 概要
市原市南部の加茂地区に位置する。明治時代に開校し、創立から約140年が経過する歴史のある小学校であったが、児童数減少によって2013年（平成25年）3月31日をもって閉校している。

## 沿革

### 概歴

#### 大東亜戦争以前
1873年（明治6年）7月1日に古敷谷校として開校した。その後、1875年（明治8年）に吉沢校が開校している。1889年（明治22年）4月に第一次小学校令が公布され、古敷谷校は同年11月20日に富山村立古敷谷尋常小学校に改称、吉沢校は1892年（明治25年）6月27日に富山村立吉沢尋常小学校に改称した。1900年（明治33年）11月15日に富山村立吉沢尋常小学校は富山村立古敷谷尋常小学校に併合されて、同校の吉沢分教場となるが、約10年後の1910年（明治43年）4月25日に再び独立して富山村立吉沢尋常小学校となっている。その後、1924年（大正13年）5月16日に吉沢尋常小学校が再び併合されて、古敷谷尋常小学校の吉沢分教場となった。1941年（昭和16年）4月1日には国民学校令が公布されて富山村立国民学校と改称する。

#### 大東亜戦争後
1947年（昭和22年）4月1日に学校教育法が施行されて富山村立富山小学校と改称すると、市町村合併によって1954年（昭和29年）1月15日に加茂村立富山小学校、1967年（昭和42年）10月1日に市原市立富山小学校と改称している。その後、ベビーブーム頃には児童数が最大に達して以降は減少が進み、2012年度（平成24年度）末をもって閉校した。翌4月1日より加茂地区の全ての小学校が統合して市原市立加茂小学校が新規開校している。

### 年表
年表は以下の通りである。
- 1873年（明治6年）7月1日 - 古敷谷校として開校。
- 1889年（明治22年）11月20日 - 富山村立古敷谷尋常小学校に改称。
- 1900年（明治33年）11月15日 - 富山村立吉沢尋常小学校を併合して吉沢分教場設置。
- 1910年（明治43年）4月25日 - 富山村立吉沢尋常小学校が独立。
- 1924年（大正13年）5月16日 - 富山村立吉沢尋常小学校を併合して吉沢分教場設置。
- 1941年（昭和16年）4月1日 - 富山村立国民学校に改称。
- 1947年（昭和22年）4月1日 - 富山村立富山小学校に改称。
- 1954年（昭和29年）1月15日 - 加茂村立富山小学校に改称。
- 1967年（昭和42年）10月1日 - 市原市立富山小学校に改称。
- 1980年（昭和55年）4月5日 - 新校舎完成及び入校式実施。
- 1981年（昭和56年）2月28日 - 体育館完成。
- 2013年（平成25年）3月31日 - 閉校。

## 通学区域
廃校以前の2012年（平成24年）4月1日には以下の町丁字とその範囲を通学区域に指定していた。
- 新井
- 吉沢
- 古敷谷
- 小谷田

## 通学区域内施設
通学区域内の主な施設は以下の通りである。
- 千葉県射撃場
- 湯原観音

## 中学校区
1947年4月1日 - 1954年1月14日
- 富山村立富山中学校

1954年1月15日 - 1965年3月31日
- 加茂村立富山中学校

1965年4月1日 - 1967年9月30日
- 加茂村立加茂中学校

1967年10月1日 - 2013年3月31日
- 市原市立加茂中学校

## アクセス
- 飯給駅から徒歩60分